# コルテ・パラージオ
コルテ・パラージオ（伊: Corte Palasio）は、イタリア共和国ロンバルディア州ローディ県にある、人口約1,500人の基礎自治体（コムーネ）。

## 地理

### 位置・広がり

#### 隣接コムーネ
隣接するコムーネは以下の通り。括弧内のCRはクレモナ県所属を示す。
- アッバディーア・チェッレート
- カヴェナーゴ・ダッダ
- クレスピアーティカ
- ドヴェーラ (CR)
- ローディ
- サン・マルティーノ・イン・ストラーダ

### 地勢・地形
- 河川：アッダ川

### 気候分類・地震分類
気候分類では、zona E, 2578 GGに分類される。
また、イタリアの地震リスク階級 (it) では、zona 3 (sismicità bassa) に分類される。

## 行政

### 分離集落
コルテ・パラージオには、以下の分離集落（フラツィオーネ）がある。
- Bocchirale, Cadilana, Casellario, Palasio, Prada, Terraverde (sede comunale)